# صناعات قطر
صناعات قطر هي مجموعة قطرية متعددة النشاطات، تأسست سنة 2003 تعتبر من أكبر الشركات العربية. يشمل نشاطها ثلاثة قطاعات: البتروكيمياويات، الأسمدة، صناعة الصلب. بلغت إيراداتها سنة 2006 7.778 مليار ريال قطري وأرباحها 3.619 مليار. مدرجة بسوق الدوحة للأوراق المالية.
تعد شركة صناعات قطر إحدى أكبر الشركات القطرية، وهي مسجلة بقائمة مجلة فوربس العالمية لأكبر 2000 شركة عامة حول العالم.

## الاستثمارات الرئيسية
الاستثمارات الرئيسية للشركة هي شركة قطر للبتروكيماويات (قابكو)(1)، وشركة قطر للإضافات البترولية المحدودة (كفاك)(2)، وشركة قطر للأسمدة الكيماوية (قافكو)(3)، وقطر ستيل.
تأسست قافكو في عام 1969 كمشروع مشترك بين حكومة قطر، نورسك هايدرو، ديفي باور وبنك هامبروس لإنتاج الأمونيا واليوريا في قطر. تأسست قابكو وكافاك في عام 1974 و 1991 على التوالي. بحلول عام 2003، كانت هذه الشركات الثلاث مملوكة لشركة قطر للبترول (QP) في حين ظلت قطر ستيل مملوكة مباشرة للدولة. في ذلك العام، نُقلت قطر ستيل إلى قطر للبترول. قامت قطر للبترول بعد ذلك بنقل قطر ستيل، إلى جانب قافكو وقابكو وكافاك إلى شركة صناعات قطر، والتي أُدرجت بعد ذلك في بورصة قطر.

## المنتجات الرئيسية

### البتروكيماويات والصناعات التحويلية
| المصنع                                     | المنتج                       | تاريخ الافتتاح | إجمالي الإنتاج |
| ------------------------------------------ | ---------------------------- | -------------- | -------------- |
| شركة راس لفان للأولفينس المحدودة           | الإيثيلين                    | 2010           | 1٬300          |
| البولي إيثيلين منخفض الكثافة لقابكو - 1 و2 | البولي إيثيلين منخفض الكثافة | قبل 2009       | 400            |
| البولي إيثيلين منخفض الكثافة لقابكو - 3    | البولي إيثيلين منخفض الكثافة | 2012           | 300            |
| قاتوفين البولي                             | إيثيلين الخطي منخفض الكثافة  | 2010           | 540            |
| كفاك                                       | ميثانول                      | قبل 2009       | 1٬000          |
| كفاك                                       | ثلاثي ميثايل بيوتايل الإثير  | قبل 2009       | 610            |

### الأسمدة
| المصنع      | المنتج    | تاريخ الافتتاح | إجمالي الإنتاج |
| ----------- | --------- | -------------- | -------------- |
| قافكو 1 - 4 | الأمونيا  | قبل 2009       | 3٬840          |
| قافكو 1 - 4 | اليوريا   | قبل 2009       | 5٬760          |
| الميلامين   | الميلامين | 2010           | 60             |

### الحديد والصلب
| المصنع                       | المنتج                                             | تاريخ الافتتاح | إجمالي الإنتاج |
| ---------------------------- | -------------------------------------------------- | -------------- | -------------- |
| قطر ستيل المرحلة 1           | الحديد المختزل المباشر / الحديد المقولب على الساخن | قبل 2009       | 2٬300          |
| قطر ستيل المرحلة 1           | كتل الحديد                                         | قبل 2009       | 600            |
| قطر ستيل المرحلة 1           | حديد التسليح                                       | قبل 2009       | 1٬500          |
| قطر ستيل دبي                 | حديد التسليح                                       | قبل 2009       | 300            |
| قطر ستيل دبي                 | لفائف                                              | قبل 2009       | 240            |
| قطر ستيل (الفرن الكهربائي 5) | كتل الحديد                                         | 2013           | 1٬100          |

## التاريخ
تأسست صناعات قطر في 19 أبريل 2003. من خلال شركات المجموعة، تعمل صناعات قطر في ثلاثة قطاعات مميزة هي البتروكيماويات والأسمدة والحديد والصلب.
في 2005، صرح عبد الله بن حمد العطية النائب الثاني لرئيس مجلس الوزراء ووزير الطاقة والصناعة في قطر بأن صناعات قطر «حققت نتائج باهرة مع نهاية العام وبلغت نسبة نمو الارباح أكثر من 31 في المائة متخطية بذلك مبلغ 3.25 مليارات ريال قطري كارباح صافية».
في 2008 تحصلت الشركة على المرتبة الخامسة ضمن أكـبر 50 شركة خليجية حسب القيمة السوقية، وكانت القيمة السوقية : 27.8 مليار دولار أمريكي بناء على أسعار الإغلاق لجميع الأسواق المالية في 22 يونيو 2008.
في 2011 ، انضمت صناعات قطر إلى قائمة أكبر 500 شركة عالمية مع مجموعة QNB ضمن آخر ترتيب للفاينانشيال تايمز حسب القيمة السوقية في 30 سبتمبر 2011، وذلك من بين سبع شركات من منطقة الشرق الأوسط وشمال أفريقيا.
في 2012، عززت صناعت قطر مكانتها ضمن قائمة أكبر 500 شركة عالمية وذلك لارتفاع إنتاجها من الأسمدة، وهو ما دفع بإيراداتها وأرباحها لأعلى بأسعار مستقرة. حيث شغلت شركة صناعات قطر في سبتمبر 2012 المركز الـ402 بقيمة سوقية بلغت 21.2 مليون دولار مقابل المركز 422 في يونيو من نفس السنة. واحتلت شركة صناعات قطر المركز الـ10 ضمن قائمة فوربس لأقوى 500 شركة عربية وأكثر 100 تأثيراً في العالم العربي. واعتباراً من 4 نوفمبر عام 2012، حُولت أنشطة شركة صناعات قطر المتعلقة بالتسويق والتوزيع وبيع كل منتجات المجموعة، ما عدا منتجاتها من الصلب، إلى شركة قطر لتسويق وتوزيع الكيماويات والبتروكيماويات (المعروفة باسم «منتجات»)(4) التي حصلت  على الحقوق الحصرية في شراء وتسويق وتوزيع وبيع منتجات دولة قطر من الكيماويات والبتروكيماويات في الأسواق العالمية.
في 2013، بلغت أرباح «صناعات قطر» 4.6 مليار ريال خلال الستة أشهر الأولى من العام، حيث استفادت المجموعة من الزيادة الإنتاجية من اليوريا بواقع 2.0 مليون طن متري، ومن البولي إيثيلين منخفض الكثافة بواقع 240.000 طن متري.
في 2014، بلغ صافي ربح الشركة 2.8 مليار ريال عن النتائج للستة أشهر المنتهية في 30 يونيو 2014. اعتبارا من 17 سبتمبر 2014، أعيد تشكيل مجلس إدارة شركة صناعات قطر والإدارة التنفيذية من قبل قطر للبترول بما لها من صلاحية طبقاً للنظام الأساسي للشركة، بتتعيين محمد بن صالح السادة، وزير الطاقة والصناعة رئيسًا وأحمد بن جاسم بن محمد آل ثاني، وزير الاقتصاد والتجارة نائباً للرئيس. في 17 سبتمبر 2014، جمّدت الشركة «صناعات قطر» مشروع مجمع السجيل للبتروكيماويات في راس لفان الذي تبلغ قيمته مليارات الدولارات، وكانت قطر للبترول وشركة قطر للبتروكيماويات (قابكو) وقّعتا اتفاقية في فبراير 2012 لتطوير هذا المجمع، على أن تملك قطر للبترول حصة 80 % وتحوز قابكو الحصة 20%. وحققت الشركة أرباحًا صافية بقيمة 6.3 مليار قطري لعام 2014 مقابل 8 مليار ريال قطري بتراجع قدره 21%.
في 2015، قررت شركتا قطر للبترول وشل إلغاء مشروع الكرعانة للبتروكيماويات الذي تبلغ قيمته 6.4 مليار دولار في قطر بعدما اعتبرتا أنه غير مجدٍ اقتصاديًا لانخفاض أسعار النفط.
في 2019، سجل صافي أرباح الشركة تراجعًا حادًا بنسبة 48.5% مقارنة بـ2018، لضعف الطلب في السوق المحلي، ونتيجة عوامل أبرزها الحرب التجارية بين الولايات المتحدة والصين. حيث أعلنت شركة صناعات قطر عن تحقيق صافي أرباح بواقع 2.6 مليار ريال.
في أغسطس 2020، أعلنت شركة «صناعات قطر»، شراء حصة «قطر للبترول» البالغة 25% بقيمة مليار دولار أميركي في شركة قطر للأسمدة الكيميائية «قافكو»، لتصبح بموجبها صناعات قطر مالكاً لكامل أسهم «قافكو»، وسيكون ساري المفعول اعتباراً من مطلع يناير/ كانون الثاني 2020.
في 2021، أعلنت شركة صناعات قطر عن تحقيق صافي أرباح بواقع 2 مليار ريال قطري للسنة المالية المنتهية في 31 ديسمبر 2020.

## الهوامش
- 1: مشروع مشترك بنسبة 80% مع توتال إس إيه 20%[30]
- 2: مشروع مشترك وهي حاليا مملوكة من قبل صناعات قطر بنسبة (50%) وشركة أوبك الشرق الأوسط بنسبة (20%) وشركة انترناشونال اوكتان المحدودة بنسبة (15%) وشركة إل سي واي الشرق الأوسط بنسبة (15%).
- 3: مشروع مشترك بنسبة 75% مع يارا 25%
- 4: الشركة المملوكة بالكامل لحكومة دولة قطر

## وصلات خارجية
- موقع الشركة